# Compañía Policía Militar 121
La Compañía Policía Militar 121 (Ca PM 121) fue una unidad de seguridad del Ejército Argentino dependiente del Comando de II Cuerpo de Ejército.

## Participación en el terrorismo de Estado
La Compañía Policía Militar 121 tenía asiento en la guarnición de Rosario. En el año 1975 se creó la Compañía Policía Militar 122 dentro del ámbito de la Compañía 121.
En el año 1977 la Compañía pasó a depender del Departamento III (Operaciones) del Comando de II Cuerpo de Ejército. Este departamento estaba a cargo de la Jefatura del Área 211. Se comprobó que la Ca PM 121 estuvo a cargo de lugares de reunión de detenidos. También destacó personal al Destacamento de Inteligencia 121.
A fines de 1981 la Compañía 122 se fusionó en la Compañía 121, que pasó a tener asiento en el cuartel de Fray Luis Beltrán.